# Повітряні полотна
Повітряні полотна (англ. aerial silk, aerial contortion, aerial ribbons, aerial silks, aerial tissues) — реквізит повітряної гімнастики. Під час виконання номеру на полотнах один або кілька артистів виконують повітряну акробатику, висячи на спеціальній тканині. Тканина може бути підвішена до стелі двома шматками або одним шматком, або складеним у петлю, що класифікується, як "повіряний гамак". Виконавці піднімаються на підвішену тканину без використання страхувальних мотузок. Вони використовують тканину, щоб загортатись, висіти, робити обриви, розгойдуватись та повертати свої тіла в різні положення. Тканина також може використовуватися для польоту в повітрі, виконання вражаючих поз та фігур тіла. Деякі виконавці наносять каніфоль (висушену або змішану зі спиртом) на руки та ноги, щоб збільшити зчеплення з тканиною. Повітряні полотна — це складне мистецтво, яке потребує високого рівня сили, потужності, гнучкості, мужності, витривалості та грації.

## Історія
Історичні дані різняться щодо моменту виникнення повітряної гімнастики. Але всі вони сходяться в одному — це один із наймолодших напрямів у гімнастиці.
Історія повітряних полотен бере витоки на початку ХХ ст.: на фотографії, датованій початком 1900-х рр., під час виступу у театрі Водевіль повітряна гімнастка Емі ЛаВан виконує трюк, висячи у повітрі на полотні.
У книзі «Просто цирк» Стівена Сантоса розповідається історія про те, що в 1959 році в одній із французьких циркових шкіл учениця підготувала номер на довгому шматку тканини. Трюки дівчини справили неабияке враження на викладачів. Однак після цього випадку гімнастика на повітряних полотнах була незаслужено забута більш, ніж на 30 років. І тільки в 1996 році інтерес до неї спалахнув знову, коли одна з артисток знаменитого Цирку дю Солей стала учасницею шоу Quidam і показала номер з полотнами.
Інші дані говорять про те, що попередницею гімнастики на полотнах була гімнастика на ременях, яка існувала в Китаї ще в XVII столітті. Прототипом сучасних полотен в той час були ремені або шкіряні стрічки, які артист обмотував навколо зап'ясть, виконуючи різні трюки. Взявши за основу китайську практику, у 1987 році канадський гімнаст Андре Сімард за дорученням керівництва Цирку дю Солей, де він працював, удосконалив повітряну гімнастику на полотнах. Під час першого виступу Андре поєднав гімнастику з цирковими трюками в повітрі.
У 1996 році завдяки старанням Жерара Фазолі — акробата, артиста та з 2012 року директора Національного центра циркових мистецтв Франції — гімнастика на повітряних полотнах стала обов'язковою дисципліною в усіх навчальних циркових закладах Франції.

## Обов'язкові елементи виконання трюків

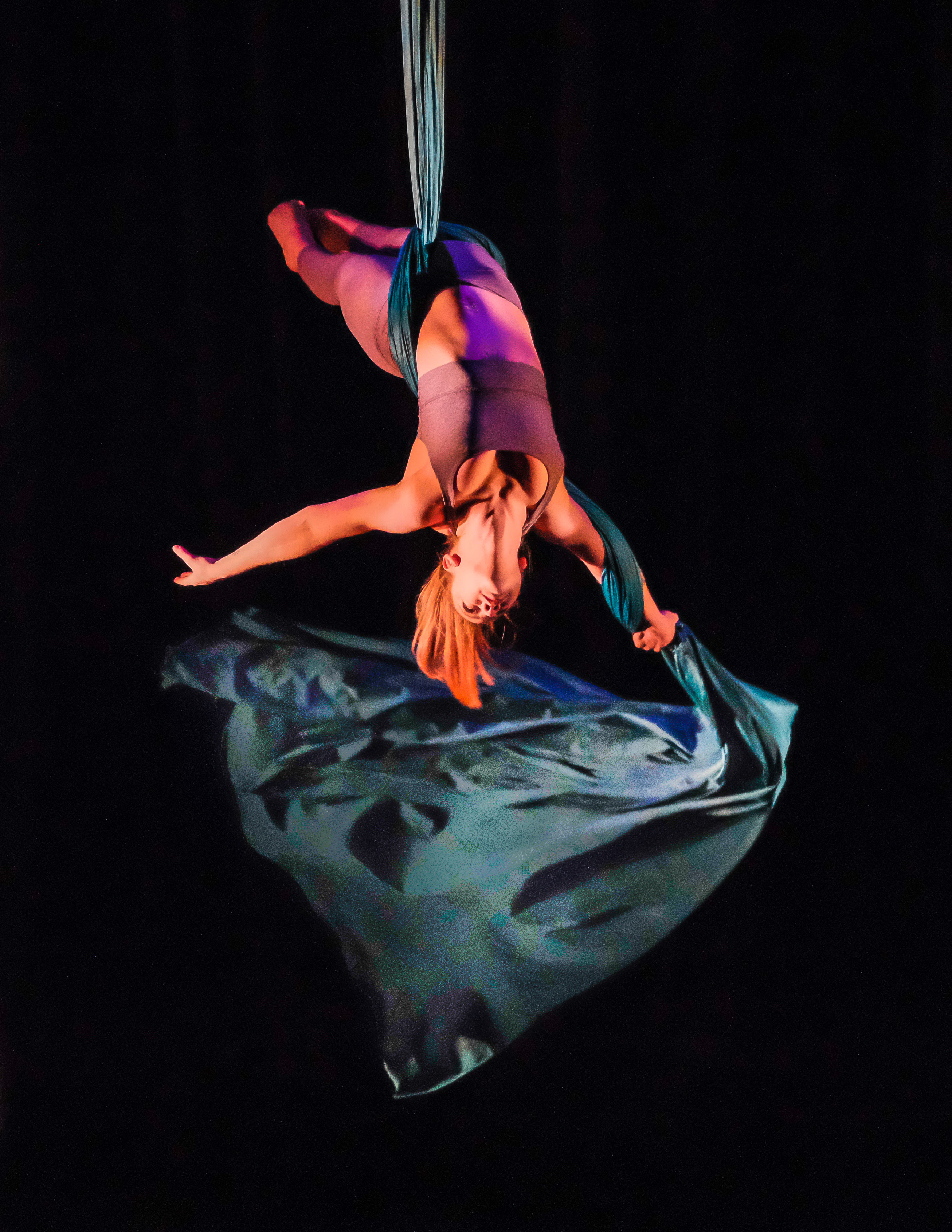
Виступ гімнастки на повітряних полотнах

У повітряних полотнах є 3 невіддільні елементи виконання трюків:
- Піднімання на висоту використовують під час виконання трюків у повітрі. Існує три різновиди піднімання — базове, французьке та руське.
- Обмотування тканиною — процес обмотування частин тіла гімнаста тканиною, на якій він висить. Цей процес супроводжується додатковим гімнастичним елементом — шпагатом, розгойдуванням тощо.
- Політ з висоти — техніка падіння, за якої попередньо обмотане полотно розкручується та допомагає гімнасту безпечно спуститися на підлогу.

З трьох типів трюків політ з висоти є найскладнішим і найнебезпечнішим елементом. Повітряні полотна — мистецтво, яке вимагає високого ступеня міцності, сили, гнучкості, сміливості, витривалості та спроможності багато практикуватися.

## Відомі гімнасти з повітряних полотен

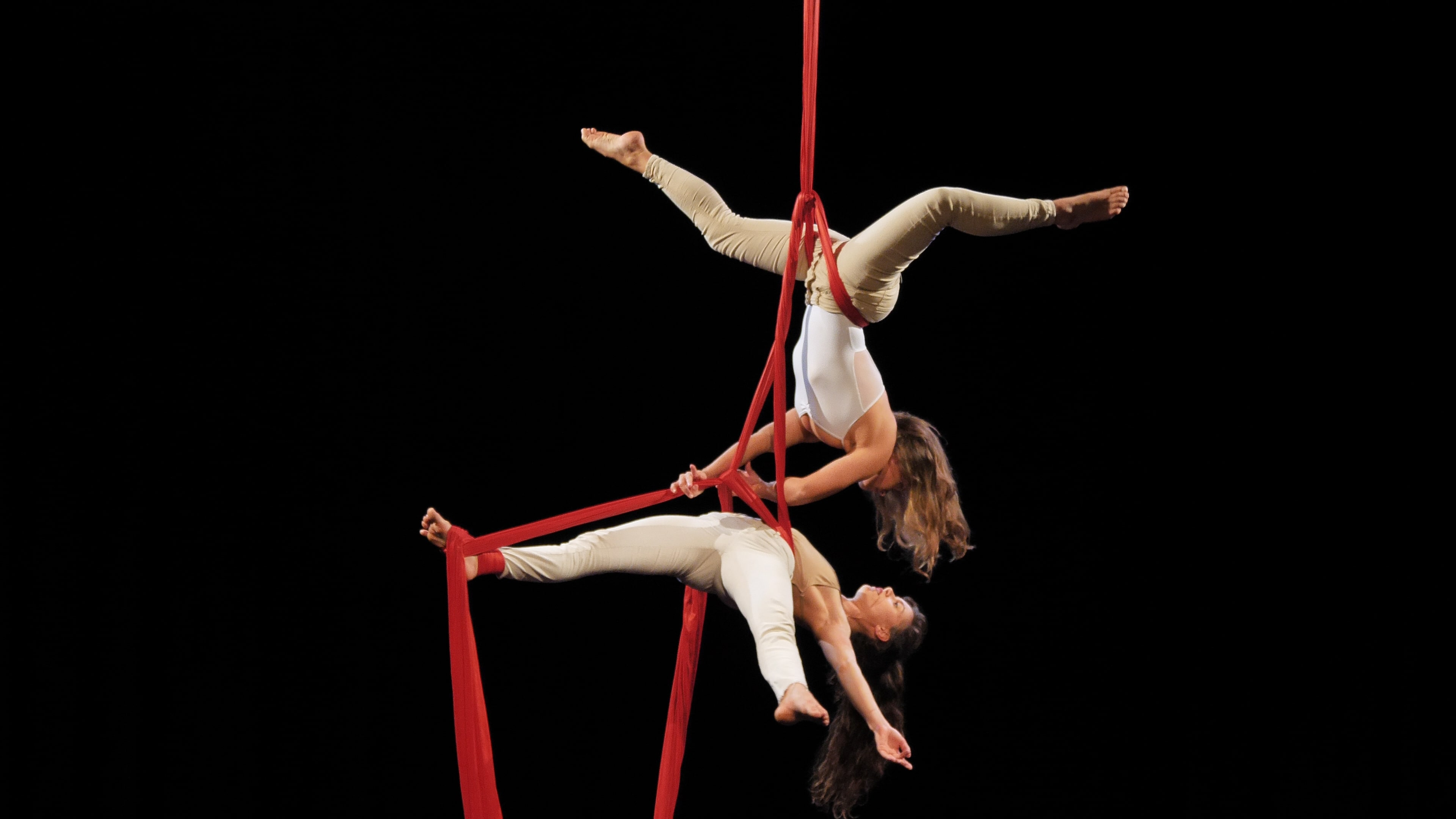
Виступ Фреди Деб у дуеті

Серед відомих гімнастів світу, які допомагають створювати та розвивати повітряні полотна, є:
- Фред Деб — французька гімнастка, організаторка Французького фестивалю повітряних танців;
- Елсі Сміт і Сереніті Сміт Форчіон — сестри-близнючки, американські гімнастки, засновниці та художні керівники Центру циркового мистецтва Нової Англії (NECCA);
- Дрея Вебер — американська гімнастка й акторка, яка грає ролі циркових артистів у фільмах.